# Без хліба (оповідання, 1884)
«Без хліба» — оповідання Бориса Грінченка 1884 року. У творі зображується соціальна несправедливість та бідність українських селян.

## Сюжет
Вже третій рік Горпина і Петро, молода подружня пара з маленькою дитиною, не можуть збитися на господарство та ледь-ледь зводять кінці з кінцями. В найскрутніший для них час Петро наважується на крадіжку. Висвердливши дірку в гамазеї, наточує три мішка зерна. Дружина, однак, не може змиритися з думкою, що її чоловік — злодій. Стосунки між ними стрімко погіршуються: «Тільки ж Горпина мов не та до його стала. Зникли ті розмови щирі та ласкаві, — тепер вона з чоловіком іноді й слова не промовить за день — сумна-сумна ходить». Дослухавшись до своєї совісті, Петро вирішує признатися у своєму злочині громаді та повертає вкрадене зерно. Писарчук велить заарештувати Петра, та люди не дають.«Громада не розумом, а якось серцем почула, як Петро міг дійти до такого діла, і ніхто більше не згадував про його». Відносини між подружжям покращуються. «І стали вони жити, як жили...».